# Llangyniew
Llangyniew är en community i Storbritannien.   Den ligger i kommunen Powys och riksdelen Wales, i den södra delen av landet, 250 km nordväst om huvudstaden London.
Den största orten i Llangyniew community är Pontrobert.